# مصاوغ موضعي

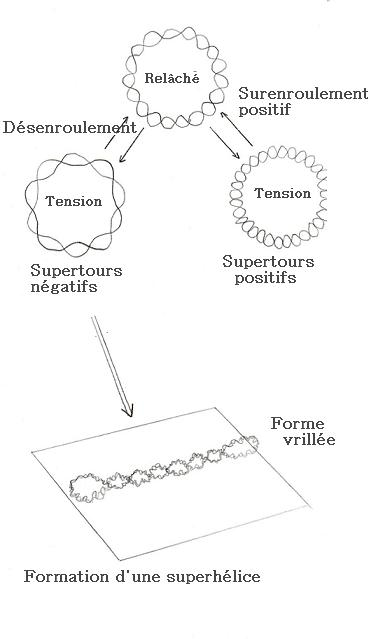

المصاوغات الموضعية (بالإنجليزية: Topoisomers)‏ هي جزيئات لها نفس الصيغة الكيميائية ونفس الترابط الكيميائي الفراغي إلا أنها تختلف في الطبولوجيا.